# Маркери
Маркери́ (фр. Marquerie, окс. Marqueria) — коммуна во Франции, находится в регионе Юг — Пиренеи. Департамент — Верхние Пиренеи. Входит в состав кантона Пуйастрюк. Округ коммуны — Тарб.
Код INSEE коммуны — 65298.

## География

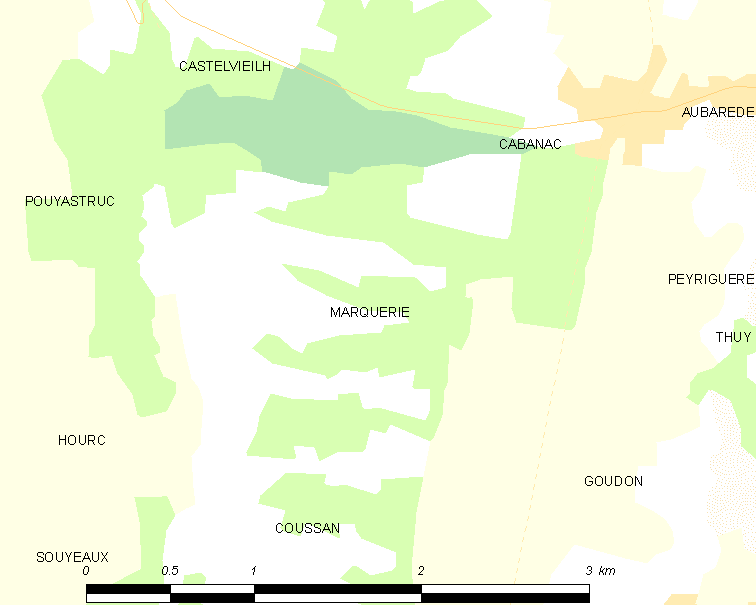
Карта коммуны

Коммуна расположена приблизительно в 650 км к югу от Парижа, в 110 км западнее Тулузы, в 12 км к востоку от Тарба.
Коммуна расположена в местности Бигорр.

## Климат
Климат умеренно-океанический с солнечной тёплой погодой и обильными осадками на протяжении практически всего года.

## Население
Население коммуны на 2010 год составляло 72 человека.
| 1962 | 1968 | 1975 | 1982 | 1990 | 1999 | 2010 |
| ---- | ---- | ---- | ---- | ---- | ---- | ---- |
| 38   | 43   | 38   | 49   | 61   | 74   | 72   |

## Администрация
| Период | Период | Фамилия   | Партия | Примечания |
| ------ | ------ | --------- | ------ | ---------- |
| 2001   | 2020   | Поль Гайа |        |            |

## Экономика
В 2010 году среди 48 человек трудоспособного возраста (15-64 лет) 33 были экономически активными, 15 — неактивными (показатель активности — 68,8 %, в 1999 году было 64,0 %). Из 33 активных жителей работали 29 человек (15 мужчин и 14 женщин), безработных было 4 (1 мужчина и 3 женщины). Среди 15 неактивных 6 человек были учениками или студентами, 7 — пенсионерами, 2 были неактивными по другим причинам.